# Vrhovi
'Vrhovi su naselje u sastavu Grada Dervente, Republika Srpska, BiH. 

## Stanovništvo
Nacionalni sastav stanovništva 1991. godine, bio je sljedeći:
ukupno: 359
- Hrvati - 354
- Srbi - 3
- Jugoslaveni - 1
- ostali, neopredijeljeni i nepoznato - 1

## Poznate osobe
- Filip Ćorlukić, hrvatski fizičar i publicist